# Vohitrindry
Vohitrindry is een plaats en gemeente in Madagaskar gelegen in het district Vohipeno van de regio Vatovavy-Fitovinany. Er woonden bij de volkstelling in 2001 ongeveer 13.000 mensen.
In de plaats is basisonderwijs en voortgezet onderwijs voor jonge kinderen beschikbaar. 98% van de bevolking is landbouwer. De belangrijkste gewassen zijn rijst en koffie, maar er wordt ook cassave verbouwd. 2% van de bevolking is werkzaam in de dienstensector.